# Avenue des Châtaigniers
L'avenue des Chataigniers (en néerlandais : Kastanjebomenlaan) est une avenue bruxelloise de la commune de Woluwe-Saint-Pierre qui va de l'avenue Edmond Parmentier à l'avenue de Tervueren  sur une longueur totale de 400 mètres.